# سایمون شرکلیف

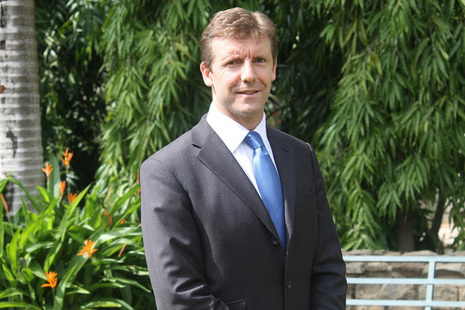
سایمون شرکلیف

سایمون شرکلیف (به انگلیسی: Simon Shercliff) سفیر بریتانیا در جمهوری اسلامی ایران بود که طی سال‌های ۹۷ تا ۱۴۰۳ فعالیت می‌کرد. شرکلیف در تاریخ ۳۱ خرداد ۹۷ جانشین رابرت مکر شد که از اردیبهشت سال ۹۷ عهده‌دار این مقام بود.
او فارغ‌التحصیل دانشگاه کمبریج است و پیش از پیوستن به وزارت خارجه بریتانیا، به مدت دو سال داوطلبانه آموزگار شیمی در یکی از مدارس دولتی در تانزانیا بوده است.
سایمون شرکلیف از سال ۱۹۹۸ در وزارت خارجه بریتانیا مشغول به کار است و بین سال‌های ۲۰۰۰ تا ۲۰۰۳ دبیر دوم سفارت بریتانیا در تهران بوده است. از دیگر سمت‌های وی می‌توان به رئیس اداره جنوب آسیا، رئیس اداره ضد تروریسم، سفیر بریتانیا در یمن، دبیر اول سفارت بریتانیا در آمریکا و مدیرکل امنیت ملی در وزارت خارجه بریتانیا اشاره کرد.
شرکلیف با اما لوئیز ازدواج کرده و دارای دو فرزند است.